# Eugène Mir
Eugène Mir, né le 14 avril 1843 à Castelnaudary (Aude) et mort le 26 mars 1930 à Paris, est un avocat, chef d'entreprise et homme politique français.

## Biographie
Fils du président du tribunal civil de Castelnaudary, il sort docteur en droit de la faculté de droit de Paris, devient secrétaire de la conférences des avocats et s'inscrit au barreau de Paris. Il devient le secrétaire de Jules Grévy, ce qui lui permet, dès le 4 septembre, d'être nommé sous-préfet de Castelnaudary, puis de Nérac.
En 1876, il est élu député de l'Aude, et fait partie des 363 députés qui refusent la confiance au gouvernement de Broglie. Après la dissolution en 1877, il est battu, mais son adversaire, Charles de Lordat, est invalidé, ce qui permet à Mir de retrouver son siège en 1878. Il est réélu en 1881 mais battu en 1885. Il redevient député en 1889, réélu en 1893. En 1894, il est élu sénateur de l'Aude, après un premier scrutin contesté. Il reste sénateur jusqu'en 1921. Il siège au groupe de la Gauche démocratique et s'occupe de questions agricoles et douanières. 
Gendre d'Isaac Pereire, il entre dans le milieu des affaires et devient administrateur du Crédit foncier et de diverses compagnies de chemins de fer (Compagnie des chemins de fer du Nord de l'Espagne. Il devient président du conseil d'administration de la Compagnie de chemins de fer départementaux en 1888.
Il est propriétaire des châteaux des Cheminières et du Verduron.